# Немет, Агнеш
Агнеш Немет (венг. Németh Ágnes, род. 22 сентября 1961, Зирц, Веспрем) — венгерская баскетболистка, игрок женской сборной Венгрии по баскетболу, участница летних Олимпийских игр 1980 года в Москве. Играла на позиции центрового. Первый венгр, включённый в Зал славы ФИБА в Алькобендасе (2021).

## Биография
Родилась 22 сентября 1961 года в Зирце в Венгерской Народной Республике.
Играла в молодёжном клубе KSI.
Выступала за клубы BSE (Будапешт), итальянский Lanerossi Schio (Скио) в сезоне 1986—1987 в серии «А», «Ференцварош» (Будапешт).
В составе клуба BSE выиграла Кубок Ронкетти в 1983 году, обыграв «Спартак» (Ногинск) со счётом 83–81.
В составе молодёжной сборной выиграла серебро на чемпионате Европы по баскетболу (девушки до 18 лет) в 1979 году.
В составе сборной заняла 4-е место на летних Олимпийских играх 1980 года в Москве.
В составе сборной в 1980—1991 годах и в 1997 году выступала на чемпионате Европы по баскетболу среди женщин, четыре раза выигрывала бронзу (1983, 1985, 1987, 1991).
В 1985 году была выбрана европейской баскетболисткой года по версии итальянской спортивной газеты La Gazzetta dello Sport.
Завершила карьеру в 1999 году, будучи игроком клуба BSE.
Живёт в Ирём, пригороде Будапешта. Выступает с мужем в цирке. На Международном фестивале циркового искусства, который проводится в цирке в парке Варошлигет в Будапеште, в 2008 году выиграла бронзу.
В 2021 году включена в Зал славы ФИБА, стала первым венгром, выбранным для этого.